# 越谷アルファーズ
越谷アルファーズ（こしがやアルファーズ、英: Koshigaya Alphas）は、埼玉県越谷市をホームタウンとする越谷市初のプロバスケットボールチーム。運営法人は株式会社アルファーズ。「アルファーズ」とは大塚商会の商品名や関連会社の社名に「アルファ」が多く使われていることに由来する。1997年に大塚商会アルファーズとして創設、2018年から2019年までは大塚商会越谷アルファーズとして活動していた。現在はB1リーグの東地区に所属している。
ファンの総称はアルファメイト。

## 歴史

### 大塚商会アルファーズ（第1期）
1997年1月11日創部。関東実業団リーグ6部から始まり、5部昇格後の2000年より本格的な強化を始め、3部まで昇格。
2004年、ニデックブルーダックスのリーグ撤退を受け、2004-05より日本リーグ参戦。当時は関東実業団2部昇格を決めたばかりで本来なら資格はなかったが、実業団の強豪で日本リーグ参戦に手を挙げたチームがなかったため、異例の「特別推薦」で参加することが決まった。全日本実業団にも出場し、ベスト8に入った。
2007年、大塚商会創業者の地元栃木県を本拠地として元チームスタッフにより発足されるプロチーム「ドリームチームエンターテイメント栃木」（DTE栃木）に会員資格が譲渡され、6月1日にチーム名「栃木ブレックス」などが発表された。その際、所属選手は全員移籍選手リストに公示された。

### 大塚商会アルファーズ（第2期）
その後、大塚商会バスケットボール部は関東実業団に戻り、再び6部に所属。2部まで昇格し、2011年に2部優勝。2012年には関東代表として第87回オールジャパンに5年ぶりの出場を果たす。
2012年にJBL2への新規加盟が認められ、2012-13シーズンより参戦することとなった。5年ぶりの全国リーグ復帰となる。なお、JBL2加盟に合わせて二軍のレッドアルファーズが結成されている。
2013年よりJBL2の後継リーグであるNBDLに引き続き参戦。青野和人が新ヘッドコーチに就任。

### B3.LEAGUE
2016年よりB3.LEAGUEに参戦。同年度はB3に参加する、いわゆる企業（実業団）母体のクラブ（4クラブ）の中で、唯一レギュラーシーズンと、その前後のカップ戦であるファースト・ファイナルの3ステージに出場している。
2017年から大塚商会の支店を有し、ホームゲーム開催経験を持つ埼玉県越谷市と連携をし、越谷市をホームタウンとして2020年までのB2リーグ昇格及びプロ化を目指すことが発表された。なお、B3.LEAGUE開幕前から越谷市では度々普及活動を行っていた。

#### 2018-19シーズン（B3）
このシーズンからチーム名を「大塚商会越谷アルファーズ（呼称:越谷アルファーズ）」に変更し、チームの運営会社を東京都足立区に本社を持つバスケットボール関連の会社「フープインザフッド」に譲渡して正式に大塚商会から切り離される形となった。11月13日にBリーグの理事会で、同リーグの準加盟がクラブに認定された。このシーズン、総合2位に入ったアルファーズはB2との入れ替え戦に進出、B2最下位の東京八王子ビートレインズに勝利しB2昇格を果たした。

### B.LEAGUE

#### 2019-20シーズン（B2 中地区）
青野和人HCが続投。B2リーグでは中地区に所属した。前シーズンの主力選手が中心だったが、信州や西宮などの強豪チームがひしめき合っていたこともあり、シーズン通して苦しい戦いが続いた。新型コロナウイルスの感染拡大によるシーズン打ち切りにより、6チーム中5位（全体順位15位）で終わった。

#### 2020-21シーズン（B2 東地区）
前季までACだった高原純平が新HCに就任し、青野前HCはGM兼アソシエイトコーチに就任した。また山形から東島奨などをACとして招聘した。また、新型コロナウイルスの感染拡大の影響により、東西2地区制となり越谷は東地区所属となった。昨シーズンとは打って変わって、実績のあるベテラン選手を補強した。地元埼玉県出身の二ノ宮康平（茨城）や長谷川智也、畠山俊樹（以上大阪）、クレイグ・ブラッキンズ（滋賀）、アイザック・バッツ（富山）などを獲得した。
2021年2月20日・21日の福岡戦と2月27日・28日の愛媛戦で、クラブ初の3rdユニフォームの着用でのホームゲームが開催された。3rdユニフォームは、前述の2試合がいずれもミゾグチスポーツ（MS-TOKYO）が冠スポンサーの試合だったため、ブラックをメインとしながらも、MS-TOKYOのコーポレートカラーで、埼玉バスケットボール界の伝統的なカラーでもあるグリーンを配色し、サイドパネルにはグラフティ調のデザインを取り入れたユニフォームとなっている。
4月8日、三河で活躍した桜木ジェイアールがテクニカルアドバイザーに就任した。
レギュラーシーズンはバッツがB2リバウンド王を獲得するなど新戦力が活躍し、東地区では群馬、茨城に次ぐ3位（全体5位）と躍進した。B2プレーオフでもクォーターファイナルではアウェーのFE名古屋戦を2勝1敗で突破するも、セミファイナルでは同じくアウェーで東地区優勝（全体1位）の群馬戦に2連敗した。そして、春日部市のウイング・ハット春日部で開催されたシーズン最終戦となるホームゲームの3位決定戦で東地区4位の仙台戦では初戦は黒星になるもGame2・Game3で2連勝となり2勝1敗で勝利、3位でシーズンを終えた。
なお、2021-22シーズンに関してはB2ライセンスの交付となり、B1昇格はならず。しかし、課題である財務・組織基準は今シーズン内で満たせる見込みで、来シーズンはB1ライセンスを取得すべく、施設基準を行政と連携してクリアしていく方針である。

#### 2021-22シーズン（B2 東地区）
下部組織として新たにU-18を設立。HCにアースフレンズ東京ZでU-15のHCを務めた岩井貞憲が、ユースディレクターは越谷GMの青野和人が、ACに田中慶がそれぞれ就任した。
また、トップチームのコーチングスタッフとして、監督にあたるスーパーバイジングコーチとして桜木ジェイアールが、HCに前季ACの東島奨が、ACに前季HCの高原純平がそれぞれ就任。
またアルファーズの副社長として、現役時代は大塚商会OBで、昨シーズンまで茨城のGMを歴任した上原和人が就任した。
そして選手補強では、昨シーズンの主力選手の殆どが残留した他、FE名古屋からは松山駿とソウシェリフ、新外国籍選手にブラクストン・ハギンズを、また特別指定選手として茨城にも在籍していた鎌田真などを獲得した。
新シーズンの開幕前の9月10日・11日に、越谷アルファーズとしては初めてのプレシーズンマッチとなる『(公財)越谷市施設管理公社Presents越谷バスケフェス2021
Game Sponsored by MSGみんなの整骨院グループ』が開催される。B1昇格を見据えて、B1リーグ所属の宇都宮と秋田が参戦。9月11日に越谷は宇都宮と対戦し、さらに9月23日にもプレシーズンマッチとして、B1に昇格した茨城と対戦した。
また9月28日にクラブ専用の新練習コートとして、春日部市緑町に「アルファーズコート」が完成された。なお、今後はクラブハウスとして改築される予定となっており、2022年6月に総合練習施設として『ALPHAS.HOUSE』が完成された。
2022年3月9日、B.LEAGUE理事会にて、クラブ初となる2022-23年シーズンのB1ライセンスが交付された。今シーズンは2022年になってから、再び襲ったコロナ禍の影響により選手の離脱などによる試合の順延も相次ぎ、思うように試合を消化できず、厳しい戦いが続いてきたが、それでも4月17日、アウェー戦となる東京Z戦（東京・大田区）での勝利を受け、東地区4位ながらも、ワイルドカード枠で2年連続となるB2プレーオフ進出を決めた。また4月24日にはクラブ史上最多動員数（2,865名）を更新した。最終的にはワイルドカード下位枠（全体8位）での出場となり、B2プレーオフ・クォーターファイナルでは2年連続で東地区優勝（全体1位）のFE名古屋と対戦することになったが、積極的な補強により地区優勝を果たしたFE名古屋の選手層の厚さを見せつけられ、2連敗を喫して敗退した。なお、当季をもって高原純平ACの退団が決まった。

#### 2022-23シーズン（B2 東地区）
トップチームではスーパーバイジングコーチに桜木ジェイアールが、HCに東島奨が契約継続された一方、昨季福島で現役を引退した神原裕司がACに就任した他、スタッフでもかつて栃木、SR渋谷、茨城でストレングスコーチを歴任した事がある柴田宗範など実績のあるスタッフが就任した。さらに8月1日には前季まで宇都宮のHCを務めた安齋竜三（越谷の前身・大塚商会OB）がアドバイザーに就任した。
また選手補強でも、青森から昨シーズンのB2リーグ日本人得点王だった駒沢颯、京都からジャスティン・ハーパー、A東京からは菊地祥平などを獲得した。また、シーズン終盤となる3月13日に、横塚蛍と3x3に専念するという理由により落合知也が退団した。なお横塚は今後、練習生としてクラブに参加する予定。一方で2人の退団の穴埋めとしての補強として、昨シーズンまで福島に在籍した市岡ショーンの加入が発表された他、桜木ジェイアールスーパーバイジングコーチの当シーズン限りでの選手登録が決まった。
2023年1月12日に東武バスセントラルの協力により、クラブのラッピングバスが完成した。そして、1月27日・28日の佐賀戦は深谷市の深谷ビッグタートルで初の公式戦が開催された他、4月7日・8日にも福島戦でも深谷での公式戦の開催の予定。
2023年3月11日・12日の越谷でのシーズンホーム最終戦の香川戦に連勝し、12日での勝利により、3年連続となるB2プレーオフ進出を決めた他、B2プレーオフ・クォーターファイナル（5月5日～7日、西宮戦）では初のホーム開催（越谷市立総合体育館での開催）が実現した。レギュラーシーズンでは東地区ではB3から昇格したA千葉に地区優勝を譲るも、B2に昇格してからは過去最高となる東地区2位（45勝15敗、全体3位）の成績を収めた。しかし、B2プレーオフでは初のホーム開催となった西宮戦では第2戦では勝利するも、第3戦で終盤戦に力尽き、1勝2敗でクォーターファイナル敗退となった。なお、当季をもって桜木ジェイアールSVC（→富山）、東島奨HC（→茨城）、駒沢颯（→熊本）、市岡ショーンなどの退団が決まった他、畠山俊樹が現役を引退した。

#### 2023-24シーズン（B2 東地区）
新ヘッドコーチとして、昨シーズンはクラブのアドバイザーを務めた安齋竜三が就任。またアシスタントゼネラルマネージャーも兼任することとなった。また、アシスタントコーチ陣でも宇都宮の町田洋介、新潟の藤原隆充が就任し、続投が決まった神原を含めた3人体制となった。
また選手補強でも、SR渋谷から現役日本代表のPF・井上宗一郎、A東京から笹倉怜寿、宇都宮から喜多川修平、宇都宮、熊本、横浜EXなどを渡り歩いたLJ・ピークなど、実力派の選手を獲得した。
また練習生として、横塚蛍、田村晋、飯田鴻朗、小林礼秧、落合知也がチーム活動に参加することが発表された。
そして、2023年8月1日に、クラブの運営会社の社名を「株式会社フープインザフッド」から 「株式会社アルファーズ」へと変更することが発表された他、代表取締役社長も浅井英明が退任し、後任として上原和人が就任した。
2024年4月24日、B1ライセンスを保有している事から、2026年におけるBリーグの再編による「B.革新」による「B.プレミア」参入を見据えたアリーナ建設に向けたチャレンジを発表した。
2024年3月27日の春日部でのホームゲーム・青森戦での勝利により、4年連続となるB2プレーオフ進出を決めた他、B2プレーオフ・クォーターファイナル（5月3日～4日、熊本戦）では2年連続でのホームゲーム開催が実現した。レギュラーシーズンはB2東地区で2年連続の2位（35勝25敗、全体4位）となった。B2プレーオフのクォーターファイナル（5月3日～4日）のホームでの熊本戦にそれぞれ100得点以上の大差で2連勝を飾り3年ぶりのセミファイナル進出が決定。そしてセミファイナル（5月11日～12日）のアウェー・A千葉戦（千葉PA）でもそれぞれ接戦でのスイープで勝利し（97-93、75-72）、B2ファイナルに進出すると同時に、埼玉県のクラブとしてはもちろん、クラブ史上初となるB1昇格が決定した。B2プレーオフ・ファイナル（5月18日～19日）のアウェー・B2西地区覇者の滋賀戦（滋賀DH）では、第1戦は第4Qまでは互角で同点に追いつき、OT1にもつれ込むも、87-96と敗戦。第2戦も87-89と惜敗し、滋賀に敗れ、B2リーグ準優勝でシーズンを終了した。
そして2024年6月2日に、越谷市内にてB1昇格祝賀パレードと報告会が開催され、この日はパレードと報告会を合わせて、約17500人が駆けつけた。パレードでは選手らが8台のオープンカーに分譲し、越谷駅から越谷市役所までの500mをおよそ30分かけて進んだ。

#### 2024-25シーズン（B1 東地区）
2024年6月12日の正午、B1で戦う事になった2024-25シーズンに向けての、クラブロゴのリニューアルが発表された。なお新しいクラブロゴは同年7月1日から使用される。またクラブカラーも引き続き「バーガンディー」を使用するが、やや明るめに、広く表現しやすい色味に変更される他、サブカラーは「ゴールド」「ブラック」にする。なお、これまでのロゴは「フォーマーロゴ」として一部使用を継続する。
安齋体制2年目。選手補強では、主力としてB2リーグ準優勝・B1昇格に貢献したアイザック・バッツ（退団→FE名古屋）、ジャスティン・ハーパー（退団→FE名古屋）、長谷川智也（→A千葉）、菊地祥平（→古巣のA東京に復帰）、陳岡燈生（→静岡）、二ノ宮康平（退団→引退）、小寺ハミルトンゲイリー（退団→福井）、鎌田真（退団→B3・湘南）、小林礼秧（引退）が退団した一方、宇都宮からは四家魁人、A東京から橋本竜馬、広島からはカイ・ソット、長崎からは榎田拓真、名古屋Dからはティム・ソアレス、SR渋谷からはジェフ・ギブスなど、B1リーグで活躍した実力派の選手を獲得した。
また練習生として、横塚蛍、田村晋、飯田鴻朗がチーム活動に参加することが発表された。
なお本社所在地も2024年8月1日に越谷市赤山本町6-16に移転した。
2024年10月17日、2026-27シーズンから始まるB.LEAGUE PREMIERについて審査対象である2022-23シーズン、 2023-24シーズンにおけるライセンス審査基準を満たしていないことから、ライセンス審査申請は行わず、2部に当たるB.LEAGUE ONEになることが事実上決まった。今後は2029-30シーズンからのB.PREMIER参入を目標に活動を行う。
初のB1リーグ戦では、開幕戦のアウェー・A東京戦とホーム開幕戦の琉球戦で開幕4連敗を喫するが、10月19日のホーム・島根戦・第1戦で88-81とクラブ初のB1初勝利を挙げる。しかし、それ以降は6連敗を喫するなど、苦しい戦いが続くが、2025年1月12日の隣県の千葉J戦・第2戦で91-89と競り勝つなど、大健闘を見せ、B1クラブとは互角の戦いを繰り広げる。しかし、2月以降は黒星が先行する試合が多くなり、結局初めてのB1リーグとなった2024-25レギュラーシーズンは、東地区では19勝41敗の6位（全体順位20位）という結果に終わった。なお、当シーズンを以て、ジェフ・ギブスが現役を引退した。
また、シーズン終了後はコーチ陣では町田洋介アソシエイトコーチ（→仙台）、神原裕司アシスタントコーチが、選手陣では榎田拓真（退団）、ティム・ソアレス（→NBLシドニー・キングス）、LJ・ピーク（契約満了）、星川堅信（→長崎）、カイル・リチャードソン（→名古屋D）、笹倉怜寿（→B2神戸）、井上宗一郎（→仙台）などの退団、そして市場脩斗の特別指定選手の活動の終了、並びに北海道への移籍が決まった。

#### 2025-26シーズン（B1 東地区）
2025年12月27日と28日に行われる宇都宮ブレックス戦は公式戦として初めてさいたまスーパーアリーナで開催される予定となっている。

## 成績

### 過去のリーグ戦
日本リーグ
- 2004-05　5位
- 2005-06　5位
- 2006-07　4位

JBL2→NBDL
- 2012-13　東4位
- 2013-14　7位
- 2014-15　5位
- 2015-16　3位

## 選手とスタッフ

### 歴代ヘッドコーチ
1. 青野和人(2013-2020)
2. 高原純平(2020-2021)
3. 桜木ジェイアール(SVC)/東島奨(HC)(2021-2023)
4. 安齋竜三(2023-)

### 過去の所属選手

#### 2007-08シーズン以降
- 千葉慎也
- 兒玉貴通
- ジョシュ・ペッパーズ
- カイル・リチャードソン
- 長谷川武
- 鳴海亮
- 村田翔
- エヴァンスルーク
- 酒井達也
- 磯野寛晃
- カイル・バローン
- ベンジャミン・ローソン
- ホール百音アレックス
- 西片翼
- 鮫島宗一郎
- チャールズ・ヒンクル
- ソウシェリフ
- 小林礼秧
- クレイグ・ブラッキンズ
- 横塚蛍
- 落合知也
- 畠山俊樹
- 駒沢颯
- 桜木ジェイアール
- 市岡ショーン
- ブレコット・チャップマン
- トロイ・マーフィーJr
- 陳岡燈生
- 菊地祥平
- 長谷川智也
- アイザック・バッツ
- 二ノ宮康平
- 小寺ハミルトンゲイリー
- 鎌田真
- ジャスティン・ハーパー
- 小林礼秧

#### 2006-07シーズン
太字は栃木ブレックスへ移籍した選手
- 荒井尚光
- 安藤勇作
- 大井拓真
- 鎌田眞吾
- 熊谷渡
- 児玉隆介
- 佐藤濯
- 高岡大輔
- 橘佳宏
- 谷尾俊紀
- 月野功大
- 野口大介
- 御手洗貴暁
- 山田謙治

#### 2005-06シーズンまで
- 安齋竜三
- 佐藤博紀
- 清水太志郎
- 高原純平
- 野尻晴一
- 村山文雄

## ユニフォーム

### ユニフォームスポンサー（2025-26シーズン）
- サプライヤー：VAYoreLA
- 前面：Blue Star（アウェー左肩）、ハンディキャップクラウド（中央）
- 背面：ギブリー（背番号上部）、ユー・エス・イー（選手名下部）
- パンツ：モニック（右前腰部）、高元建設（ホーム右前太もも上）、MSGみんなの整骨院グループ（ホーム右前太もも中央）、武蔵野銀行（右前太もも下）、GFD（アウェー右前太もも上）、JAM（アウェー右前太もも上）、さいたま建材（ホーム左前上）、マルニックス（左前中央）、ブレスマイル（左前下）、プレソフィア（アウェー左前上）、リスタイル（ホーム右後ろ上）、小山工務店（ホーム右後ろ中央）、共進（ホーム右後ろ下）、ICIGEE（アウェー右後ろ上）、チェンジ（アウェー右後ろ下）、京王観光SPORTS（ホーム左後ろ上）、岡本正太郎商店（ホーム左後ろ中央）、河本総合防災（ホーム左後ろ下）、カケハシスカイ（アウェー左後ろ）

### ウェアスポンサー
- サイダス
- norms
- コープデリ（コープみらい）
- マルシン

### 歴代ユニフォーム
| HOME      | HOME      | HOME      | HOME      | HOME      |
| --------- | --------- | --------- | --------- | --------- |
| 2017 - 18 | 2018 - 19 | 2019 - 20 | 2020 - 21 | 2021 - 22 |
| 2022 - 23 | 2023 - 24 | 2024 - 25 | 2025 - 26 |           |
|           |           |           |           |           |

| AWAY      | AWAY      | AWAY      | AWAY      | AWAY      |
| --------- | --------- | --------- | --------- | --------- |
| 2017 - 18 | 2018 - 19 | 2019 - 20 | 2020 - 21 | 2021 - 22 |
| 2022 - 23 | 2023 - 24 | 2024 - 25 | 2025 - 26 |           |
|           |           |           |           |           |

| Other                       | Other                       | Other                      | Other                    | Other                  |
| --------------------------- | --------------------------- | -------------------------- | ------------------------ | ---------------------- |
| 2020 - 21 MS TOKYO PRESENTS | 2021 - 22 MS TOKYO PRESENTS | 2022 - 23 3rd GOLD UNIFORM | 2023 - 24 3rd しらこばと | 2024 - 25 3rd 超越の黒 |
| 2024 - 25 4th 地域密着ネギ  |                             |                            |                          |                        |
|                             |                             |                            |                          |                        |

## マスコット
- アルファマン

2019年9月26日に誕生したマスコットキャラクター。元SBA（Space Basketball Association）所属のスター選手とのこと。身長は170cm。ポジションはSPG(SUPER POINT GUARD)。同年11月2日の茨城戦で初披露された。

## チアダンスチーム
- アルファヴィーナス（AlphaVenus）

大塚商会時代（2013年以前）に結成されたアルファーズ専属チアリーディングチーム（チアリーダー）。現在のプロデューサーは本間潤一（ひこばえ体操クラブ代表）。ディレクターは野口大輔（株式会社Gleam Up/GOOD TIMES ACADEMY代表）。
コレオグラファーは富谷弥法（minori）で、かつてはJリーグ・ガンバ大阪のチアダンスチームでバイスキャプテンを務めた。またオーストラリア在籍時には2018年にNRL所属のラグビーチーム「マンリー・ウォーリンガ・シーイーグルズ」のチーム専属チアリーダーズ"Seabirds"にも所属していた。さらに2021-22シーズンからテクニカルコーチとして近安琴音が加わる予定。
2020-21シーズンからはキッズクラスとして「AlphaAngel（アルファエンジェル）」が発足し、2チーム編成となった。

## ホームアリーナ
メインとなるホームアリーナは越谷市立総合体育館メインアリーナ。場合によってはサブアリーナでの開催もある。なお、2021年8月30日に越谷市役所・越谷市施設管理公社へ表敬訪問並びに支援文書交付式も行われた際に、B2リーグ 2021-22シーズンではB1ライセンスの取得・悲願のB1昇格を見据え、越谷市立総合体育館メインアリーナにて、年間ホーム試合数の8割以上の開催(1シーズン24試合以上)ができるよう支援した。
また、2026年の新Bリーグ参入を見据え、越谷市の新越谷駅・南越谷駅付近の越谷サンシティの建て替えにおいて、新たに建てられる複合施設の民間施設機能としての1万人規模の多目的大ホール（アリーナ）へのホームアリーナ移転を検討している。
一方で隣接する春日部市ではチーム専用練習会場や春日部でのホーム開催試合の増加などで連携している
。

### B.LEAGUE・B3.LEAGUE
| ホームアリーナ                       | ホームアリーナ | 16-17 | 17-18 | 18-19 | 19-20  | 20-21  | 21-22  | 22-23 | 23-24 |
| ------------------------------------ | -------------- | ----- | ----- | ----- | ------ | ------ | ------ | ----- | ----- |
| 越谷市立総合体育館メインアリーナ     | 越谷市         | 2     | 8     | 8     | 12(14) | 23(24) | 15(19) | 18    | 18    |
| 越谷市立総合体育館サブアリーナ       | 越谷市         | 2     | 8     | 4     | 4(6)   | -      | 15(19) | 18    | 18    |
| 文教大学越谷キャンパス体育館         | 越谷市         | 2     | -     | 2     | -      | -      | -      | -     | -     |
| 越谷市立南体育館                     | 越谷市         | -     | -     | 4     | -      | -      | -      | -     | -     |
| 埼玉県立大学                         | 越谷市         | -     | -     | -     | 2      | -      | -      | -     | -     |
| ウイング・ハット春日部               | 春日部市       | -     | -     | -     | 1      | 2      | 5(9)   | 6     | 12    |
| 獨協大学35周年記念館アリーナ         | 草加市         | -     | -     | 2     | 2      | -      | -      | -     | -     |
| 毎日興業アリーナ久喜                 | 久喜市         | -     | -     | -     | 1      | -      | -      | -     | -     |
| 行田市総合体育館行田グリーンアリーナ | 行田市         | -     | -     | -     | 2      | -      | -      | -     | -     |
| 騎西町総合体育館ふじアリーナ         | 加須市         | -     | -     | -     | 2      | -      | -      | -     | -     |
| 富士見市立市民総合体育館             | 富士見市       | -     | -     | -     | -      | 2      | 2      | -     | -     |
| 三郷市総合体育館                     | 三郷市         | -     | -     | -     | -      | 2      | -      | -     | -     |
| 所沢市民体育館                       | 所沢市         | -     | -     | 2     | -      | -      | -      | -     | -     |
| ブレックスアリーナ宇都宮             | 宇都宮市       | 2     | 2     | 4     | -      | -      | -      | -     | -     |
| 青柳公園市民体育館                   | 水戸市         | -     | 4     | 2     | -      | -      | -      | -     | -     |
| アリーナ立川立飛                     | 立川市         | -     | 4     | -     | -      | -      | -      | -     | -     |
| エスフォルタアリーナ八王子(メイン)   | 八王子市       | -     | 2     | -     | -      | -      | -      | -     | -     |
| 板橋区立小豆沢体育館                 | 板橋区         | -     | 2     | -     | -      | -      | -      | -     | -     |
| 五島市中央公園市民体育館             | 五島市         | -     | -     | 2     | -      | -      | -      | -     | -     |
| 深谷ビッグタートル                   | 深谷市         | -     | -     | -     | -      | -      | -      | 6     | -     |
| ホーム試合数計                       | ホーム試合数計 | 6     | 22    | 30    | 26(30) | 29(30) | 22(30) | 30    | 30    |

括弧内は開催予定だった試合数

### 応援
ホームゲームでのアリーナMCはTHE CHEESE、アリーナDJはPACHI-YELLOWが担当している。

### ホームタウン
2021年2月1日に、松伏町とのフレンドリータウン協定を締結した。他にも春日部市、草加市、八潮市、吉川市、三郷市など越谷市を中心とする埼玉県東部での地域活動を行っている。また2021年から埼玉県東部地区バスケットボール大会が、クラブの賛同のもと、「アルファーズカップ」に改称された。
他にも埼玉県西部にあたる富士見市ではホームゲームを設けている他、2021年12月19日には戸田市にバスケットボールアカデミーやキッズチアアカデミーを開設する予定。

## 3x3チーム
- ALPHAS.EXE

3x3チームであり、越谷アルファーズと同じく埼玉県越谷市をホームタウンとして2022年から活動予定。2022年5月の『3x3.EXE PREMIER 2022』に参入する予定。

### クラブ関連
- 大塚商会
  - 宇都宮ブレックス（栃木県宇都宮市をホームタウンとするB1リーグ所属のプロクラブ。2007年に会員資格が譲渡され、発足した。）

### ホームタウン関連
- 埼玉県
  - 越谷市
  - 春日部市
  - 松伏町
- 東武鉄道
  - 東武伊勢崎線（東武スカイツリーライン） - 2021年5月15日～5月16日に開催されたB2プレーオフセミファイナル（群馬戦）において、2021年7月1日以降、群馬のホームタウンである群馬県太田市と越谷市が東武伊勢崎線の沿線自治体であることから、「沿線対決」と称された。越谷市内の東武伊勢崎線の各駅（蒲生駅を除く）に両チームのポスターが揃って掲示された[110]。